# 生物药剂学
生物藥劑學是研究给藥後藥物的吸收（Absorption）分佈（Distribution）代謝（Metabolism）排泄（Elimination）　的整個體內過程，包含各種製劑因素和生物因素對這一過程與藥效的影響。此外，生物药剂学通过药物对生物细胞产生的反应过程来达到施药者想要达到的目的。
1950年代初，人們普遍認為“化學結構決定藥效”，藥劑學只是為改善外觀、掩蓋不良嗅味而便於服用。隨著大量的臨床實踐證明，人們逐漸開始認識到劑型和生物因素對藥效的影響。因此研究藥物在代謝過程的各種機理和理論及各種劑型和生物因素對藥效的影響，對控制藥物之際的內在品質，確保最終藥品的安全有效，提供新藥開發和臨床用藥的嚴格評價，都具有重要的意義。